# Mandarin Oriental Hotel Group
Mandarin Oriental Hotel Group (MOHG; en chino tradicional, 文華東方酒店), miembro del Grupo Jardine Matheson, es un grupo internacional de inversión y gestión hotelera con hoteles de lujo, resorts y residencias en Asia, Europa y las Américas.
Mandarin Oriental Hotel Group (MOHG), miembro del Jardine Matheson Group, es una cadena de inversiones de hoteles y cadena hotelera de hoteles de lujo, resorts y residencias en Asia, Europa y América. El grupo regularmente recibe premios por su excelente servicio y gestión, al igual que por sus spas y restaurantes localizados en muchos de sus hoteles y resorts.

## Historia
Aunque 1876 fue el año de apertura 'oficial' del Hotel Oriental, el origen del lado 'Oriental' del Mandarin Oriental se remonta a principios de 1863, cuando dos estadounidenses, el Capitán Atkins Dyer y William West, abrieron el Hotel Oriental en Bangkok, Siam (ahora Tailandia): sin embargo, el edificio original se incendió solo dos años después, el 11 de junio de 1865.
Sin embargo, la historia del lado "mandarín" del grupo es relativamente reciente: el hotel Mandarin abrió sus puertas solo en 1963, en el distrito central de la isla de Hong Kong. En 1973, The Excelsior Hotel, que cerró en 2019, abrió sus puertas en Causeway Bay.
En 1974, Mandarin International Hotels Limited se formó como una empresa de gestión hotelera, con la intención de expandirse a Asia. Ese año, la compañía adquirió una participación del 49% en el Hotel Oriental, lo que resultó en dos hoteles "emblemáticos" para la compañía.
En 1985, la Compañía combinó los dos hoteles bajo un nombre común, Mandarin Oriental Hotel Group. En 1987, Mandarin Oriental Hotel Group entró a bolsa en la Bolsa de Valores de Hong Kong bajo el nombre de "Mandarin Oriental International Limited". Mandarin Oriental International Limited, está incorporado en Bermudas y cotiza en Londres, Singapur y Bermudas. Mandarin Oriental Hotel Group Limited, que opera desde Victoria City, gestiona las actividades de los hoteles del Grupo.
Mandarin Oriental Hotel Group opera, o tiene en desarrollo, 41 hoteles que representan más de 10,000 habitaciones en 27 países, con 18 hoteles en Asia, 12 en América y 12 en Europa y África del Norte. Además, el Grupo opera, o tiene en desarrollo, 13 Residencias en Mandarin Oriental, conectadas a las propiedades del Grupo.
A partir de septiembre de 2005, Mandarin Oriental mostró los "Momentos de deleite en Mandarin Oriental" en todos los hoteles. En junio de 2006, el video Moments of Delight se actualizó ligeramente para agregar varias escenas nuevas y en octubre de 2014, el video contó con letras de la cantante china, Sa Ding Ding, acompañadas de nueva música.

## Propiedades actuales
A 2015, Mandarin Oriental Hotel Group opera hoteles en Chile, China, República Checa, Francia, Alemania, Hong Kong, Indonesia, Italia, Japón, Macao, Malasia, Singapur, Suiza, España, Turquía, Taiwán, Tailandia, Reino Unido, Estados Unidos y Marruecos.

### Bangkok
Mandarin Oriental, Bangkok, es un hotel de cinco estrellas en Bangkok, Tailandia, en la orilla oriental del río Chao Phraya. Hoy, el hotel es una de las dos propiedades emblemáticas de Mandarin Oriental Hotel Group.

### Barcelona
Mandarin Oriental, Barcelona es un hotel en Barcelona, España, ubicado en el Paseo de Gracia, considerado por algunos cálculos como la calle más "cara" de España. Anteriormente ubicado en la sede del Banco Hispano Americano en Barcelona, este hotel de vanguardia cuenta con 98 habitaciones y suites, un spa y gimnasio de 1000 m² (1196,0 yd²) con una piscina cubierta, un restaurante y una terraza en la azotea. con una piscina de inmersión y salas privadas para eventos.

### Beijing
El Mandarin Oriental Beijing se encuentra en una dirección privilegiada de Beijing, a pocos minutos de la Ciudad Prohibida y la Plaza Tiananmen y justo al lado de la avenida principal de Chang’an Avenue, lo que permite un fácil acceso al CDB y al distrito financiero.

### Bodrum
Mandarin Oriental, Bodrum se encuentra en un sitio frente al mar de 60 hectáreas en el lado norte de la península turca de Bodrum. Construido en una serie de niveles en la ladera, el complejo cuenta con 109 habitaciones y suites, todas con terrazas, terrazas o balcones, y algunas con jardines y piscinas privadas. El complejo también cuenta con 10 restaurantes y bares, y un spa de 2.700 metros cuadrados.

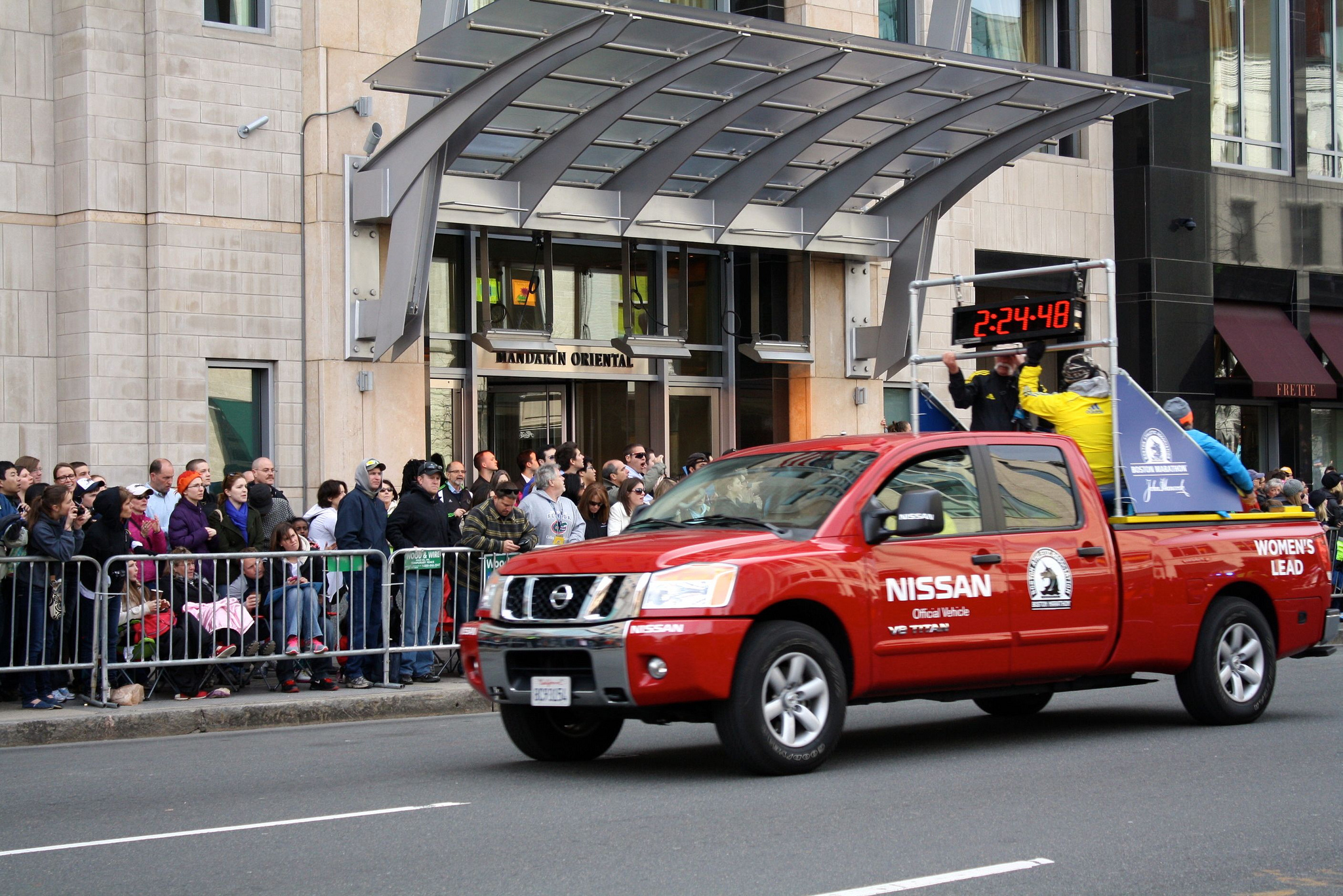
La entrada a Mandarin Oriental, Boston, con una camioneta de la maratón de Boston del 2013 en primer término.

### Boston
Mandarin Oriental, Boston, ubicado en Boylston Street en el vecindario de Back Bay, abrió sus puertas en octubre de 2008. Es un hotel de cinco estrellas y cinco diamantes de la AAA de Forbes, cuenta con 136 habitaciones y 12 suites, y un restaurante de cuatro estrellas de Forbes  y el bar M & Lounge. Además de las habitaciones y suites, el hotel opera 50 condominios y 35 apartamentos, cada uno con acceso a servicios del hotel, como servicio de limpieza, servicio de comidas en la habitación, conserje y un área de 16 000 pies² (1486,4 m²), Forbes Five- Star Spa & Gimnasio.
En enero de 2016, se informó que el Mandarin Oriental Hotel Group International Ltd planeaba comprar el hotel y el edificio de condominios de lujo de 85 unidades de CWB Hotel LP por $ 140 millones. El costo de este acuerdo sería de $ 945,945 por habitación, lo que la convierte en la venta por habitación más cara de un hotel que se haya registrado en la ciudad de Boston.

### Ginebra
Inaugurado en 1950 como el Hôtel du Rhone, fue el primer hotel construido en Europa después de la Segunda Guerra Mundial. Fue adquirido por el Mandarin Oriental Group en 2000 y renovado en 2008. Ubicado en la orilla derecha del río Ródano en Ginebra, ofrece 167 habitaciones y 27 suites, así como tres restaurantes y bares.

### Guangzhou
Mandarin Oriental, Guangzhou, diseñado por el diseñador de interiores Tony Chi, abrió sus puertas en enero de 2013. Ubicado junto a TaiKoo Hui, el hotel Mandarin Oriental cuenta con 263 habitaciones y suites, cuatro restaurantes y bares, una pastelería especializada y un amplio spa.

### Hong Kong
El hotel abrió sus puertas en 1963 como "El mandarín".

### Hong Kong (The Landmark, Victoria)
Ubicado en la oficina de The Landmark y en el desarrollo comercial de Hong Kong, The Landmark Mandarin Oriental es un hotel de cinco estrellas de Forbes con 113 de las habitaciones y suites más grandes de Hong Kong, con un tamaño promedio de 50,2 m². Además de las habitaciones, el hotel opera los 25 000 pies² (2322,6 m²), el Forbes Five-Star Oriental Spa, el MObar y el restaurante Amber de dos estrellas Michelin.

### Yakarta
El Mandarin Oriental en Yakarta es un hotel de lujo de cinco estrellas ubicado en Thamrin Road al lado del Hotel Indonesia Roundabout. La construcción del hotel comenzó en 1976 y se inauguró el 9 de septiembre de 1978 como The Mandarin. El hotel fue el último de los principales hoteles en construirse durante el período de auge hotelero de los años 70 en Yakarta. El hotel mantuvo su condición de hotel de cinco estrellas a lo largo de su historia.
El Mandarin Oriental Jakarta contiene 272 habitaciones. El hotel fue renovado en 2008-2009.

### Kuala Lumpur
El Mandarin Oriental en Kuala Lumpur, Malasia abrió sus puertas en 1998 y es el hotel Mandarin Oriental más grande, con 632 habitaciones, 41 suites y 51 apartamentos. Se encuentra directamente al lado de las Torres Petronas.

### London (Hyde Park)
Mandarin Oriental Hyde Park, Londres se encuentra en Hyde Park en Knightsbridge, frente a los grandes almacenes Harvey Nichols. Originalmente inaugurado como The Hyde Park Hotel en 1902, Mandarin Oriental Hotel Group compró la propiedad en 1996 y lo reabrió como Mandarin Oriental Hyde Park, Londres, en 2000. Hoy, el hotel contiene 198 habitaciones y suites, y opera un spa y la cena con dos estrellas Michelin de Heston Blumenthal.

### Macao
Mandarin Oriental Macau es un hotel de cinco estrellas de Forbes ubicado en el desarrollo One Central. El hotel cuenta con 213 habitaciones y suites, un restaurante, salón, pastelería y un spa Forbes Five-Star.

### Madrid (Ritz Hotel)
Mandarin Oriental compró este hotel en mayo de 2015 por 148 millones de dólares y con la intención de renovarlo a un costo de 103 millones adicionales. El Ritz de Madrid operaba bajo una marca separada, aunque formaba parte del sitio web Mandarin Oriental.  Durante el trimestre de marzo de 2020, el Grupo invirtió 19 millones de dólares en la restauración del Ritz. En el verano de 2020 abrió nuevamente sus puertas con el nuevo nombre "Mandarin Oriental Ritz".

### Miami
La propiedad de Mandarin Oriental Hotel Group en Miami, Florida, se encuentra en Brickell Key, una isla de 44 acres (17,8 ha) en la Bahía de Biscayne, y opera 326 habitaciones y suites. El hotel también cuenta con los restaurantes Azul y LaMar, un MoBar + Lounge, playa privada y el único spa Forbes Five-Star en el estado de Florida.

### Múnich
Anteriormente el Hotel Rafael Munich, Mandarin Oriental, Múnich se encuentra en el casco antiguo de Múnich, cerca de tiendas a lo largo de Maximilianstrasse y la famosa cervecería Hofbräuhaus.

### Ciudad de Nueva York
Mandarin Oriental, Nueva York, es un cinco estrellas de Forbes ubicado en el Time Warner Center en Columbus Circle en Manhattan. Ubicadas a más de 280 pies (85,3 m) sobre el suelo en la torre norte, las 202 habitaciones y 46 suites del hotel tienen vistas a Central Park, el río Hudson y el Upper West Side de la ciudad de Nueva York. El hotel opera el restaurante Asiate, el Lobby Lounge, MObar y uno de los dos únicos spas Forbes Five-Star en Nueva York.

### París
Mandarin Oriental, París, es un hotel de lujo en París, Francia. El hotel de 138 habitaciones abrió sus puertas en junio de 2011 en un edificio restaurado del ministerio de gobierno art déco. El hotel tiene dos restaurantes y bares, incluidos dos establecimientos del chef Thierry Marx, ganador de una estrella Michelin, así como The Spa at Mandarin Oriental, París.

### Santiago de Chile
La primera propiedad del grupo en Chile y América Latina. Este hotel está situado en Santiago de Chile. El hotel de 310 habitaciones fue inaugurado en agosto de 2017.

### Sanya

Piscina en Mandarin Oriental, Sanya

Mandarin Oriental, Sanya es la primera propiedad del grupo en China continental, Mandarin Oriental, Sanya se encuentra en Hainan, la provincia insular más meridional de China. Inaugurado en enero de 2009, el complejo de 12 hectáreas opera 297 habitaciones, suites y villas. El hotel cuenta con cinco restaurantes, cuatro bares, tres piscinas exteriores ajardinadas y un Spa Village de 3200 metros cuadrados (3827,2 yd²).

### Shanghái
Mandarin Oriental Shanghái es un hotel de lujo de cinco estrellas ubicado a orillas del río Huangpu. En el corazón del distrito financiero de Pudong.

### Singapur
Mandarin Oriental Singapur, es uno de los hoteles más grandes del Mandarin Oriental Hotel Group, con 527 habitaciones y suites. El establecimiento se encuentra en Marina Center. El hotel tiene cinco restaurantes, dos bares, un spa, gimnasio, gran salón de baile y trece salas de reuniones individuales. El hotel abrió en 1987; se sometió a una renovación completada en 2005.

### Taipéi
Mandarin Oriental, Taipéi, abrió sus puertas en mayo de 2014 y está ubicado en el corazón de la ciudad en Dunhua North Road, el bulevar principal de Taipéi.

### Tokio
Mandarin Oriental, Tokio, en Japón, se encuentra entre los pisos 30 y 36 de la torre Nihonbashi Mitsui de 38 pisos, tiene 178 habitaciones y suites. El hotel opera ocho restaurantes, un bar, un vestíbulo, un rincón del té y una pastelería minorista. Entre los restaurantes se encuentra el Sense, con estrellas Michelin, que sirve variaciones modernas de la cocina cantonesa.

### WashingtonD.C.

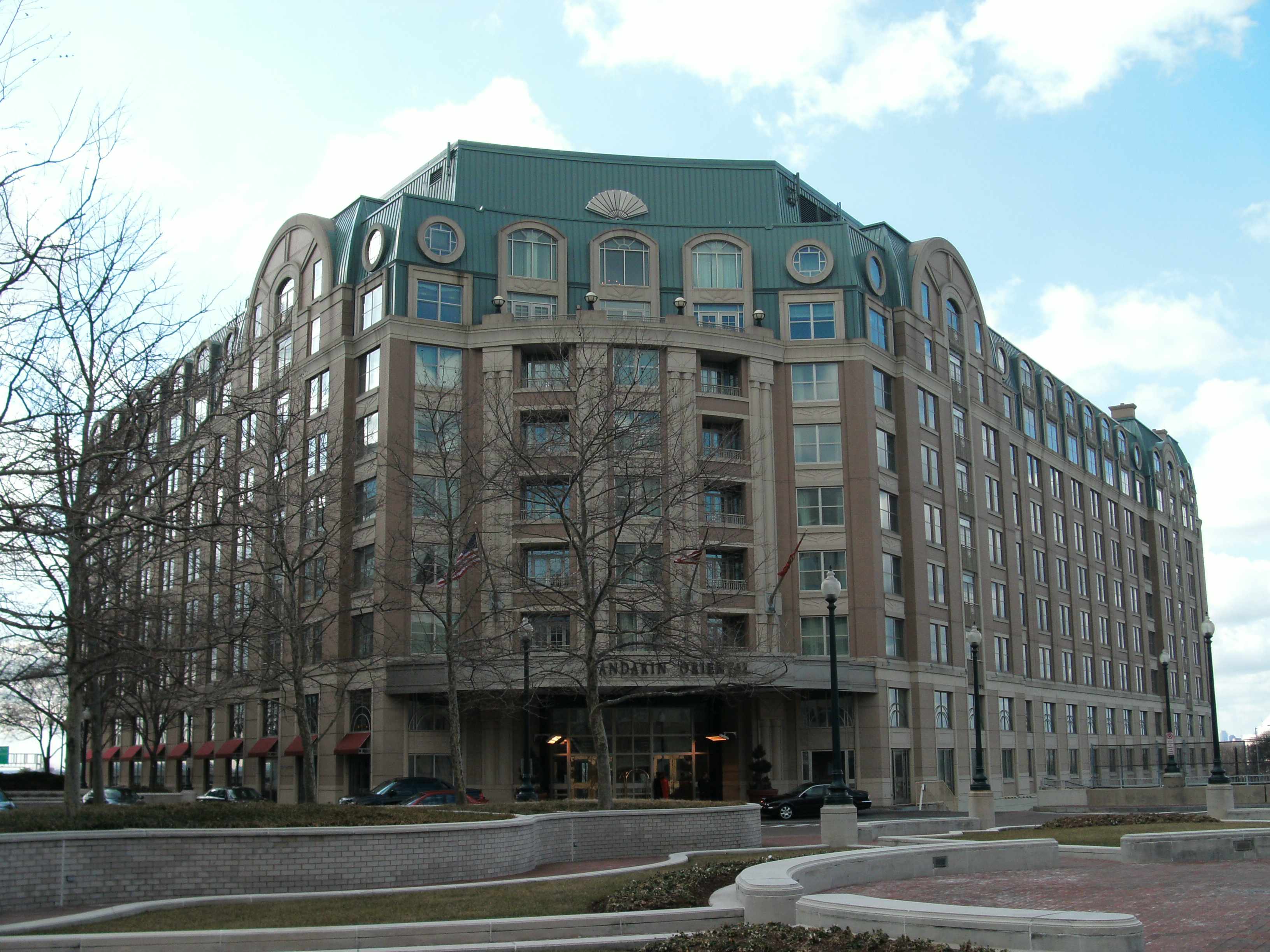
Mandarin Oriental, Washington D. C.

El Mandarin Oriental, Washington D. C., se encuentra en el cuadrante suroeste de la ciudad. Muchas de las 347 habitaciones y 53 suites tienen vistas. El CityZen de Eric Ziebold, el restaurante principal del hotel, era una de las mejores opciones gastronómicas de la ciudad. El Café MoZU, más informal, fue reemplazado por Sou'Wester en 2009. Sou'Wester fue reemplazado por Muze en 2013.

## Propiedades anteriores

### Atlanta
Inaugurado en 2012, el Mandarin Oriental Atlanta dejó de operar en diciembre de 2018. El hotel ahora es el Waldorf Astoria Atlanta.

### Mandarin Oriental Ananda, Himalaya
Abierto como un spa de destino de servicio completo, Ananda - In the Himalayas estaba ubicado en Narendra Nagar, Uttarakhand, ubicado en el Himalaya indio. Fue operado brevemente por Mandarin Oriental Hotel Group de 2000 a 2001. Desarrollado primero por Rafael Hotels Limited en asociación con Indian Hotels and Health Resorts (IHHR), el complejo fue lanzado por Mandarin Oriental Hotel Group después de adquirir Rafael Hotels Limited en 2000. En ese momento, Rafael Hotels constaba de seis hoteles de lujo, incluidos The Mark Hotel en Nueva York, Hôtel du Rhône en Ginebra, Hotel Rafael en Múnich y Turnberry Isle Resort & Club en Miami.

### Kahala, Hawái
El hotel era conocido anteriormente como The Kahala Mandarin Oriental, antes de eso fue el Kahala Hilton inaugurado en 1964. Ahora se administra de forma independiente, simplemente conocido como "The Kahala Hotel & Resort"

### Koh Samui
El hotel es conocido anteriormente como Mandarin Oriental Baan Taling Ngam ubicado en Koh Samui, Tailandia. Posteriormente, el hotel se volvió a etiquetar bajo el grupo hotelero Le Meridien y ahora se opera bajo la marca Intercontinental Hotels Group.

### Las Vegas
Mandarin Oriental, Las Vegas, un hotel triple de cinco estrellas de Forbes, inaugurado el 5 de diciembre de 2009. Ubicado en el Strip de Las Vegas, a la entrada de CityCenter, el hotel de 47 pisos sin juegos tenía 392 habitaciones y suites, un 27 000 pies² (2508,4 m²) spa y gimnasio, y 12 000 pies² (1114,8 m²) de espacio para funciones. También se encuentra en la propiedad el restaurante de la firma, Twist by Pierre Gagnaire, MOzen Bistro, Tea Lounge, Mandarin Bar y Poolside Café junto a la piscina al aire libre. Se convirtió en un Waldorf Astoria en 2018.

### Macau
- Mandarin Oriental Macau El hotel fue nombrado Excelsior cuando se abrió por primera vez en 1984. Se convirtió en el Hotel Oriental y, posteriormente, en el Hotel Mandarin Oriental. El hotel fue adquirido en 2009 por el propietario Stanley Ho y pasó a llamarse Grand Lapa Hotel, Macao, antes de la finalización del actual Mandarin Oriental Macau Hotel y los apartamentos con servicios en 2010.[37] El hotel fue operado por Mandarin Oriental Hotel Group hasta el 31 de enero de 2014.[38]

### Manila
Anteriormente The Mandarin Manila, el hotel abrió en 1976 en la ciudad de Makati y pasó a llamarse Mandarin Oriental Manila en la década de 1980. El hotel tenía más de 450 habitaciones. El hotel cerró en septiembre de 2014, con un reemplazo programado para abrir en 2020 cerca del área de Makati.

### San Francisco
Mandarin Oriental, San Francisco, ocupaba los 11 pisos superiores de la oficina del Centro de California 345 de 48 pisos en el distrito financiero de San Francisco, California. Las torres gemelas del hotel de 151 habitaciones están situadas en ángulos de 45 grados con respecto al resto del edificio, con dos puentes de vidrio que ofrecen vistas al área de la Bahía de San Francisco. En febrero de 2015, el hotel fue vendido a Loews Hotel Company.

### Surabaya
Anteriormente el Hotel Majapahit, este histórico hotel indonesio fue completamente renovado en un hotel de cinco estrellas y operado por el Mandarin Oriental Hotel Group desde 1998 durante aproximadamente ocho años como Hotel Majapahit, Surabaya.

### Chiang Mai (Dhara Dhevi)
El hotel se conocía anteriormente como Mandarin Dhara Dhevi ubicado en Chiang Mai, Tailandia.

## Propiedades propuestas
Durante el 2015 se estuvieron desarrollando hoteles en Abu Dhabi, Beijing, Beirut, Boca Raton, Doha, Chengdu, Chongqing, Costa Rica, Denpasar/Bali, Dellis Cay, Dubái, Grand Cayman, Ho Chi Minh City, Honolulu, Estambul, Maldives, Manila, Marbella, Melbourne, Shenzhen and Viña del Mar.

## Controversias

### Demanda judicial
En 2016, Miami Mandarin Oriental Hotel y la gran firma de inversión inmobiliaria de Nueva York Greystone se demandaron entre sí. Debido al virus Zika, Greystone canceló una convención de representantes de ventas en el Mandarin Oriental a medida que crecía el temor de que el virus transmitido por mosquitos pudiera causar daño a los bebés no nacidos de mujeres embarazadas. Greystone presentó una queja, afirmando que Mandarin Oriental tenía la intención equivocada de mantener un depósito de 54,634 dólares por 304 habitaciones.

### Pérdidas financieras
En abril de 2020, Mandarin Oriental International registró una pérdida subyacente no auditada de 40 millones de dólares estadounidenses en el primer trimestre, y se espera que las pérdidas subyacentes en el segundo trimestre sean aún mayores. La mayoría de los hoteles de Mandarin Oriental se han cerrado debido a la COVID-19.

### Venta de inmuebles
El Mandarin Oriental Hyde Park en Londres se volvió a abrir recientemente después de una extensa reforma. Los apartamentos en la propiedad se anunciaron como los más exclusivos de Londres. La venta de los apartamentos atrajo controversia debido a que la mayoría de ellos se compraron a través de entidades extraterritoriales, lo que significa que los compradores evitaron el impuesto a las ganancias de capital, el impuesto a la herencia y limitaron cualquier impuesto pagado sobre los ingresos de alquiler al 20 por ciento.

### Cadena de suministro de alimentos insostenible y cruel
En 2020, se reveló que a pesar del supuesto compromiso de Mandarin Oriental con la sostenibilidad, los hoteles sirven huevos enjaulados a los clientes. Ha habido publicidad negativa contra la cadena hotelera, lo que revela la crueldad de los huevos enjaulados utilizados por la cadena a nivel mundial. Casi todas las demás cadenas hoteleras líderes, incluidos Intercontinental Hotel Group, Accor, Marriott, Wyndham, Hilton, Choice, Radisson y Langham, se han comprometido a dejar de usar huevos enjaulados, que han sido criticados por la crueldad hacia los animales y el aumento de los riesgos de seguridad alimentaria, pero Mandarin Oriental no se ha comprometido públicamente a abordar este problema. 

## Incidentes

### Suicidio de Leslie Cheung (2003)
El 1 de abril de 2003, el cantante, actor y productor de cine Leslie Cheung saltó a su muerte desde el piso 24 del Mandarin Oriental en Central, Hong Kong. Cada año, en el aniversario de su muerte, se lleva a cabo un evento conmemorativo organizado por fanáticos fuera del hotel.

### Incendio de Beijing (2009)
El 9 de febrero de 2009, el Centro Cultural de Televisión de Beijing, que iba a incorporar un hotel Mandarin Oriental, se incendió debido a los fuegos artificiales no autorizados que celebraron el Año Nuevo Chino. Un bombero murió del incidente y la estructura sufrió graves daños, pero no colapsó y ahora está en reparación. Sin embargo, el hotel Mandarin Oriental finalmente abrió sus puertas en una ubicación diferente en Wangfujing, cerca del Hotel Beijing y el lugar de la imagen de "Rebelde Desconocido" durante las protestas de la Plaza Tiananmen en 1989.

### Infracción de tarjeta de crédito (2015)
En marzo de 2015, varios hoteles de Mandarin Oriental se vieron afectados por una violación de la seguridad de los sistemas de puntos de venta.

### Incendio de Hyde Park (2018)
El 6 de junio de 2018, un incendio (que se cree que fue causado por trabajos de soldadura) dañó el exterior del parque Mandarin Oriental Hyde Park en Londres. Aunque no hubo heridos, el incendio cerró el hotel y causó un gran revés en el (entonces) trabajo de renovación casi completo, que involucró a la diseñadora de interiores Joyce Wang. El hotel volvió a estar en funcionamiento el 15 de abril de 2019.